# Breña Alta
Breña Alta é um município da Espanha na província de Santa Cruz de Tenerife, comunidade autónoma das Canárias. Tem 30,8 km² de área e em 2021 tinha 7 196 habitantes (densidade: 233,6 hab./km²).

## Demografia
| Variação demográfica do município entre 1991 e 2004 | Variação demográfica do município entre 1991 e 2004 | Variação demográfica do município entre 1991 e 2004 | Variação demográfica do município entre 1991 e 2004 |
| --------------------------------------------------- | --------------------------------------------------- | --------------------------------------------------- | --------------------------------------------------- |
| 1991                                                | 1996                                                | 2001                                                | 2004                                                |
| 5432                                                | 5816                                                | 5715                                                | 6847                                                |